# Jacob Levy Moreno
Pour les articles homonymes, voir Moreno.
Jacob Levy Moreno, né le 18 mai 1889 à Bucarest, et mort le 14 mai 1974 à Beacon (États-Unis), est un médecin américain d'origine roumaine. 
Il est l'un des pionniers de la recherche sociométrique selon une approche sociologique des phénomènes sociaux mais également selon une approche psychiatrique en initiant  la psychothérapie de groupe (1932). Avec sa collaboratrice et conjointe Zerka T. Moreno, ils cocréent le psychodrame et travaillent ensemble durant toutes leur carrières.

## Biographie

### Enfance et formation
Né à Bucarest en Roumanie, il est élevé à Vienne, dans l'Empire austro-hongrois.   
Moreno est issu d'une fratrie de six enfants dont le père, commerçant, est régulièrement absent. Il est principalement élevé par sa mère, jeune orpheline juive roumaine. À partir de l'âge de 12 ans, il est élevé par son frère aîné. 
Moreno entame des études de philosophie avant de s'orienter vers la médecine. Il se consacrera également au théâtre et mettra ultérieurement en scène ses fantasmes personnels et les pathologies de ses patients, ce qui lui permettra de jeter les bases et de cocréer, avec Zerka Moreno, le psychodrame. En effet, lors d’une séance pendant laquelle une actrice était invitée à jouer ses problèmes de couple, Moreno découvrira les effets bénéfiques de la catharsis : « Les scènes de théâtre font disparaître les scènes de ménage », observe-t-il. Ces observations sont étroitement liée avec la psychanalyse. À cet égard, il rencontre brièvement Freud en 1912, à la sortie d’un cours sur les rêves télépathiques, mais le courant ne passe pas entre les deux hommes. Moreno aurait déclaré : « Et bien docteur Freud, je commence là où vous vous arrêtez. Vous rencontrez les autres dans le cadre artificiel de votre cabinet, je les rencontre chez eux, ou dans leur milieu habituel. Vous analysez leurs rêves, j’essaye de leur insuffler le courage de rêver encore. » .

### Carrière scientifique
Alors qu'il est étudiant en médecine à Vienne en 1908, il s'intéresse aux relations entre les enfants jouant dans un parc public, et a alors l'idée de mesurer l'intensité de ces relations.
Dès 1913, il commence à s'intéresser aux populations défavorisées. Il aide notamment les prostituées de Vienne à s'organiser et à se prendre en charge collectivement.
En 1917, il devient médecin à Vienne et exerce pendant la Première Guerre mondiale de 1914-1918 au sein du camp de réfugiés sud-tyroliens de Mittendorf an der Fischa (Gramatneusiedl, en Basse-Autriche). Cette expérience initiera les fondements de la sociométrie : il essayera de regrouper des réfugiés par centres d'affinités et d'intérêts, ce qui les aidera à mieux survivre et à surmonter leur détresse affective. 
Après la guerre, il est médecin du travail pour la municipalité de Vienne, ainsi que dans une usine de textiles, la Kammgarnfabrik. Il soigne gratuitement les patients à Bad Vöslau de 1918 à 1924. Il fréquente aussi assidûment les cafés de Vienne et crée en même temps la revue Daimon (1918-1922), à laquelle vont collaborer notamment Max Brod, Martin Buber, Arthur Schnitzler, Franz Werfel, Oskar Kokoschka, Alfred Adler.
En 1925, face à la montée de l'antisémitisme en Europe, il immigre aux Etats-Unis.

#### Ouvrage de référence: Who Shall Survive?
En 1934, il publie  son ouvrage de référenceWho Shall Survive? (Qui survivra ?), qui s'appuie sur des recherches faites avec Helen Jennings. Une seconde édition est parue en 1955.
Dans cet ouvrage, l’auteur illustre ses démonstrations par des graphes en initiant des règles graphiques (couleurs, formes) représentant l’ensemble des relations entre les sujets du groupe. Ces sociogrammes, réalisés à partir de ses intuitions et des méthodes statistiques de Jennings, ont initié la représentation graphique et la visualisation de l'information dans la recherche scientifique. 
Parmi ses expérimentations, il démontre les affinités entre élèves de classes de divers degrés, représentées sous la forme de sociogrammes suivants  : 

Sociogrammes de Moreno
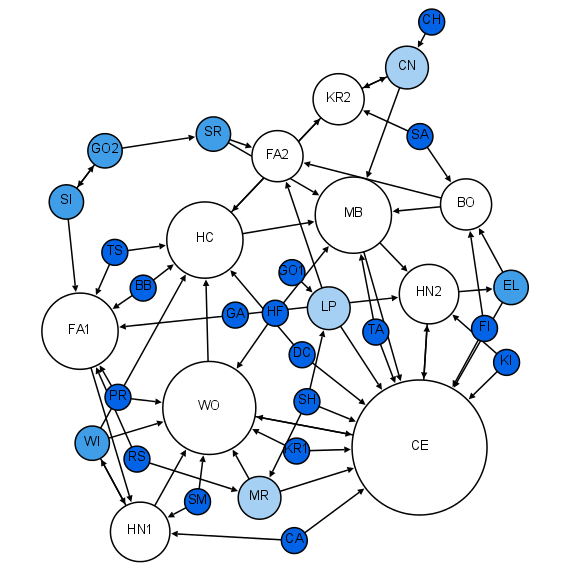
CP
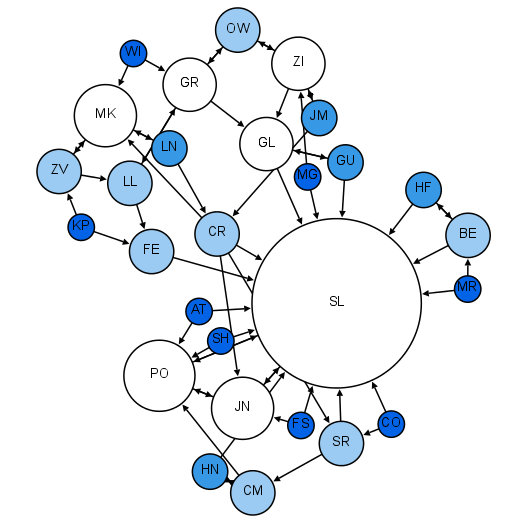
CE1
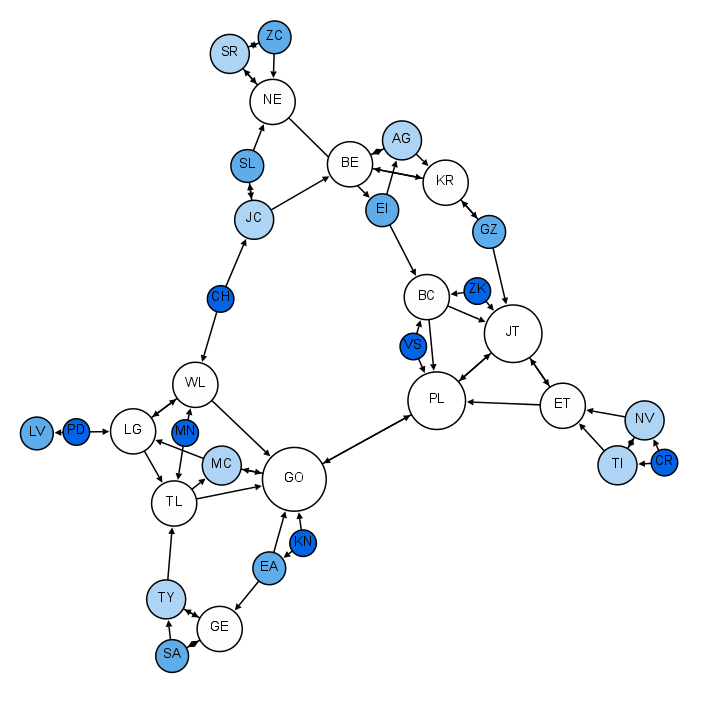
CE2
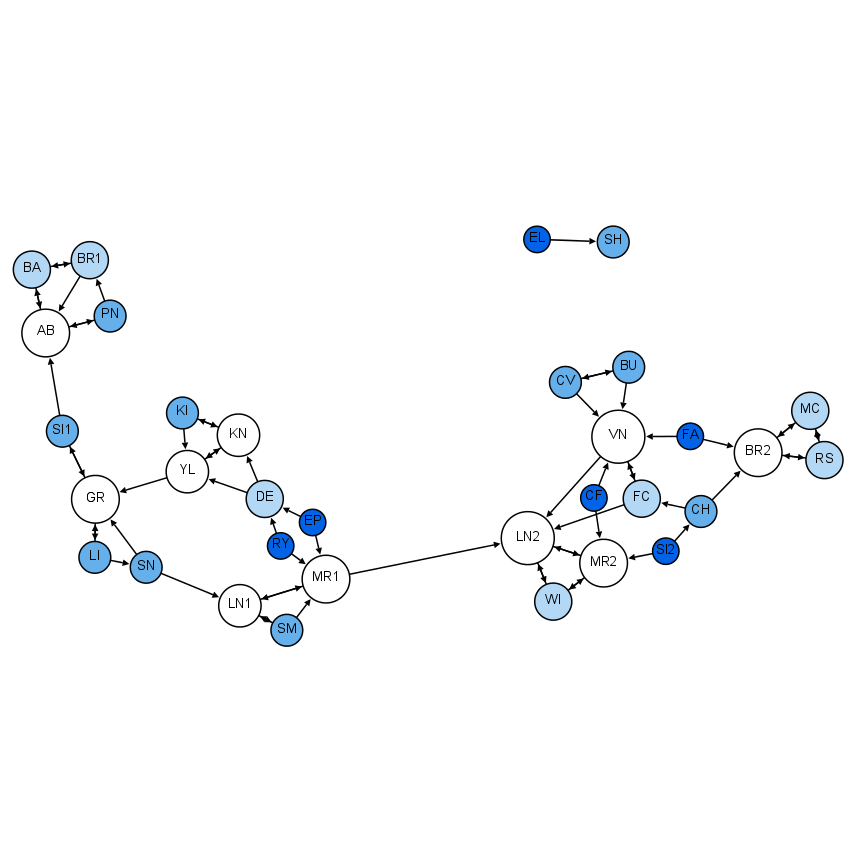
CM1
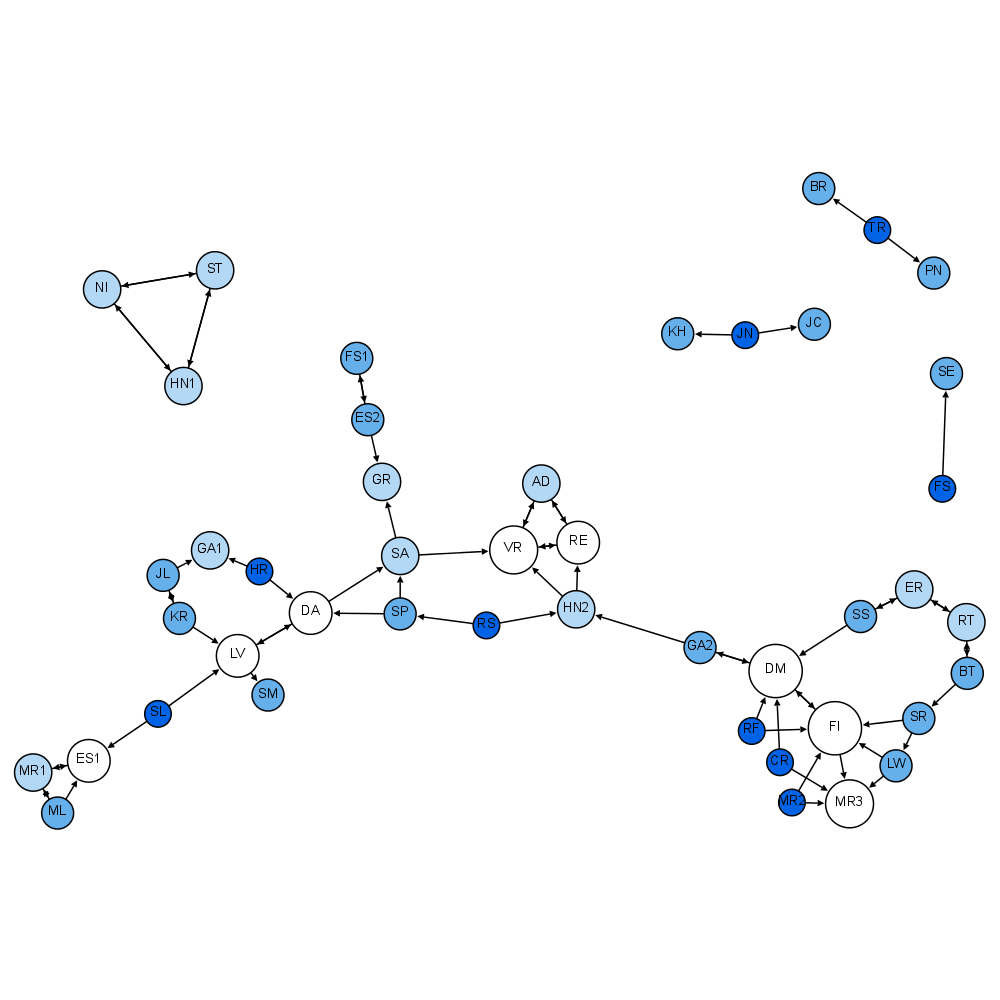
CM2
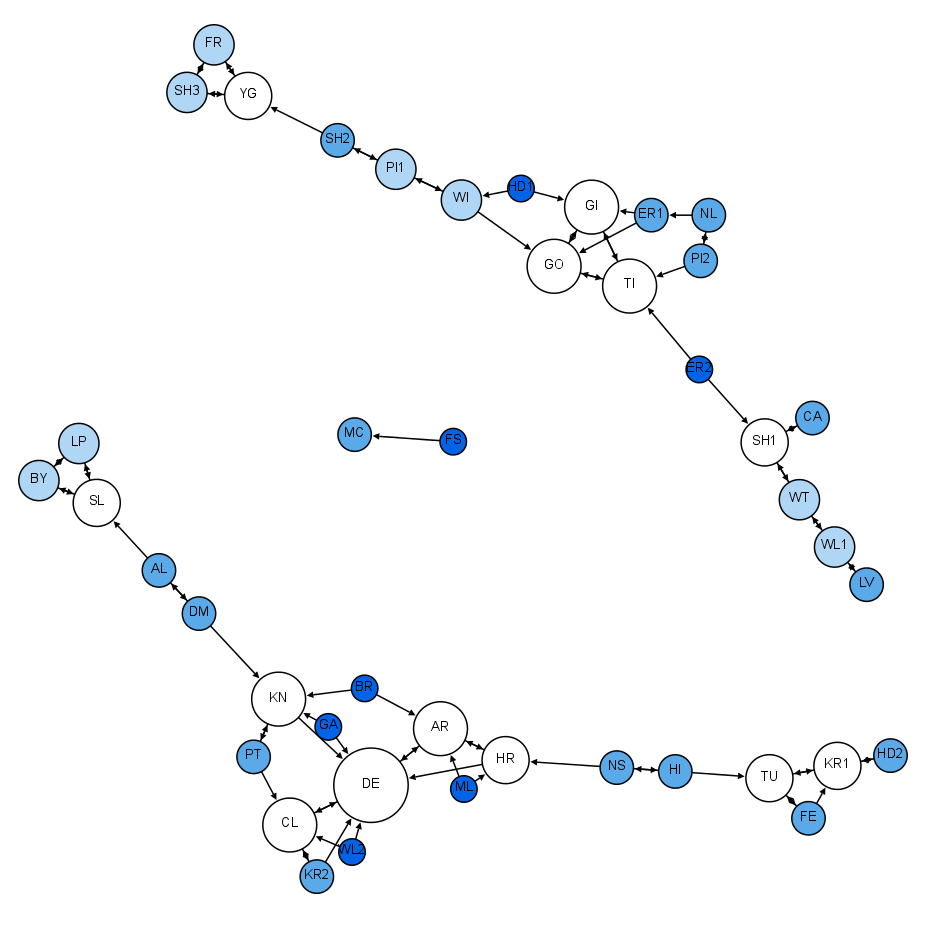
6e
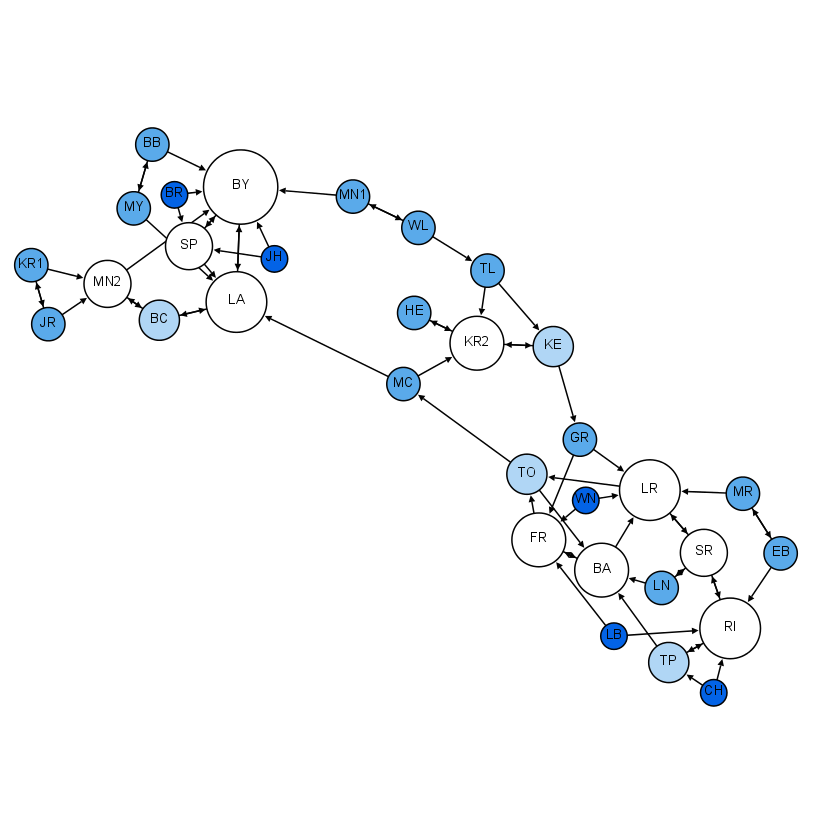
5e
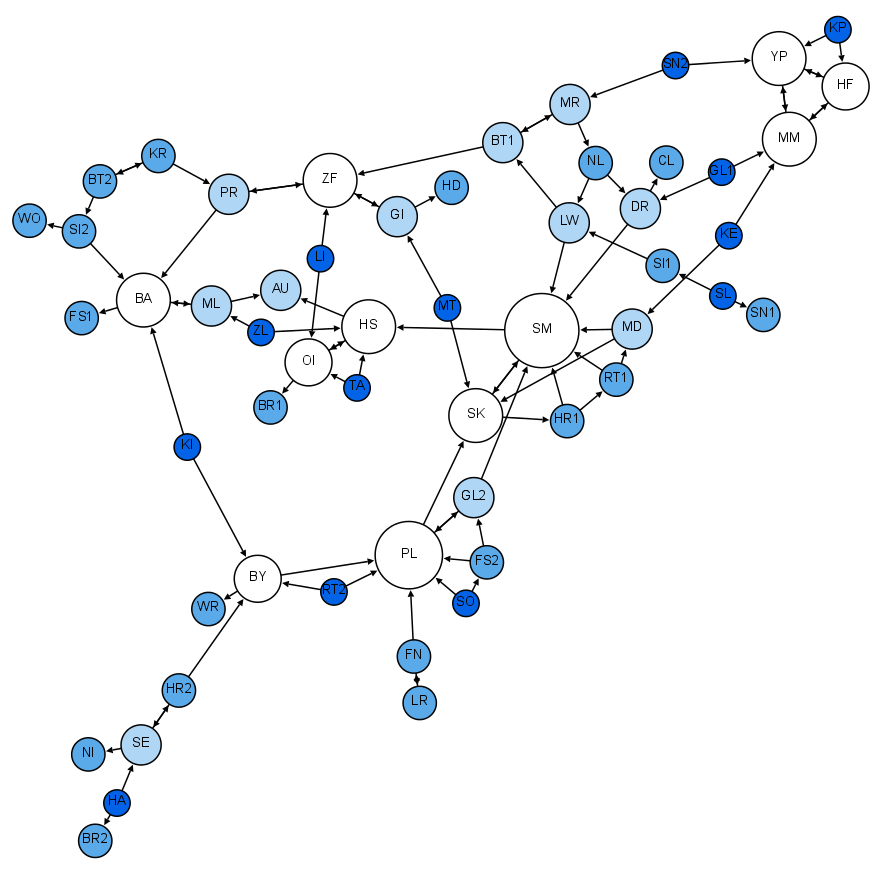
4e

#### Psychothérapie de groupe
Après la Seconde Guerre mondiale, Jacob Moreno lance une approche thérapeutique à tendance psychodramatique qui se différencie de celle de Carl Rogers, qualifiée de "clinique". 
En 1936, il travaille comme médecin à New York puis à Beacon, à l'hôpital puis en libéral. Il crée une clinique psychiatrique privée dotée d'un théâtre thérapeutique avec l'aide de Gertrude Franchot Tone et travaille avec la sociologue Helen Jennings sur les regroupements de prisonniers par affinités. Il crée la maison d'édition Beacon House et publie des articles sur la théorie des rôles et de la spontanéité créatrice. Il assure des enseignements à l'université de New-York[Laquelle ?] et donne des discours et des conférences. Il élabore sa théorie du psychodrame humaniste.
À la fin de la Seconde Guerre mondiale, à la suite du 2e Congrès international de criminologie de Paris qui se tient en octobre 1950 en même temps que le Congrès international de psychiatrie, Moreno se rend à Paris, invité par Juliette Favez-Boutonier, responsable de la section de psychothérapie de ce congrès de psychiatrie. Il prend des contacts, surtout avec des psychanalystes, fin 1950 et avril 1951, en vue de regrouper ceux qui s'intéressent aux méthodes de groupe.
Il fonde le « Conseil international de psychothérapie de groupe » et organise des rencontres entre praticiens de ces nouvelles sciences, ainsi qu'avec les sociologues Georges Gurvitch, Jean Stoetzel... Pendant plus de vingt ans, il participera à de multiples congrès (psychothérapie de groupe, psychodrame, sociométrie...).
En 1967, la clinique de Moreno, à Beacon, ferme ses portes mais les séminaires de formation continuent durant plusieurs années. En 1973, il fonde l'« Association internationale de psychothérapie de groupe » (IAGP). Moreno est l'époux de Zerka T. Moreno (1917-2016), également psychothérapeute, avec laquelle il a longtemps travaillé.

## Ouvrages
- Psychothérapie de groupe et psychodrame, Paris, PUF, 1965; édition poche, coll. Quadrige, Paris, PUF, 1987,  (ISBN 2-13-055905-0)
- Théâtre de la spontanéité, Paris, DDB, 1986,  (ISBN 2-220-02486-5)
- Fondements de la sociométrie, Paris, PUF, 2e édition, 1970. Titre original : Who shall survive?, New York, 1934.